# Taenioides buchanani
Taenioides buchanani es una especie de pez de la familia de los Gobiidae en el orden de los Perciformes.

## Morfología
Los machos pueden llegar a alcanzar los 30 cm de longitud total.

## Hábitat
Es un pez de clima tropical y demersal.

## Distribución geográfica
Se encuentra en la costa oriental de la India, Birmania y Bangladés. 

## Observaciones
Es inofensivo para los humanos. 